# ジアナ・ドゥアルテ
ジアナ・ドゥアルテ・アレクリム（Diana Duarte Alecrim、1999年2月22日 - ）は、ブラジルの女子バレーボール選手。ブラジル代表。

## 来歴

### クラブチーム
バルエリ出身。2016年、ADC Bradescoに入団。2017/18シーズンはSão Caetano U19でプレーした。2018年1月、São Caetano Vôleiへ加入し、2018/19シーズンのブラジルスーパーリーグに出場した。2019/20シーズンから4年間はBarueri Volleyball Clubでプレーした。2023年7月、トルコリーグのトゥルク・ハワ・ヨルラルとの契約が発表され、2023/24シーズンのトルコリーグでは4位となった。

### 代表チーム
アンダーカテゴリーの代表として2016年、U-18南米選手権で金メダルを獲得した。2017年、U-20世界選手権に出場した。2021年、U-23パンアメリカンカップで優勝しMVPに選ばれた。2022年、シニア代表に初選出される。2023年、ネーションズリーグ、パリ五輪予選に出場した。

## 球歴
- オリンピック - 2024年
- ネーションズリーグ - 2022年、2023年、2024年
- 南米選手権 - 2023年
- パリ五輪予選 - 2023年

## 所属クラブ
- ADC Bradesco（2016-2017年）
- São Caetano U19（2017-2018年）
- São Caetano Vôlei（2018-2019年）
- Barueri Volleyball Club（2019-2023年）
- トゥルク・ハワ・ヨルラル（2023年-）